# Gyömbér (növénynemzetség)

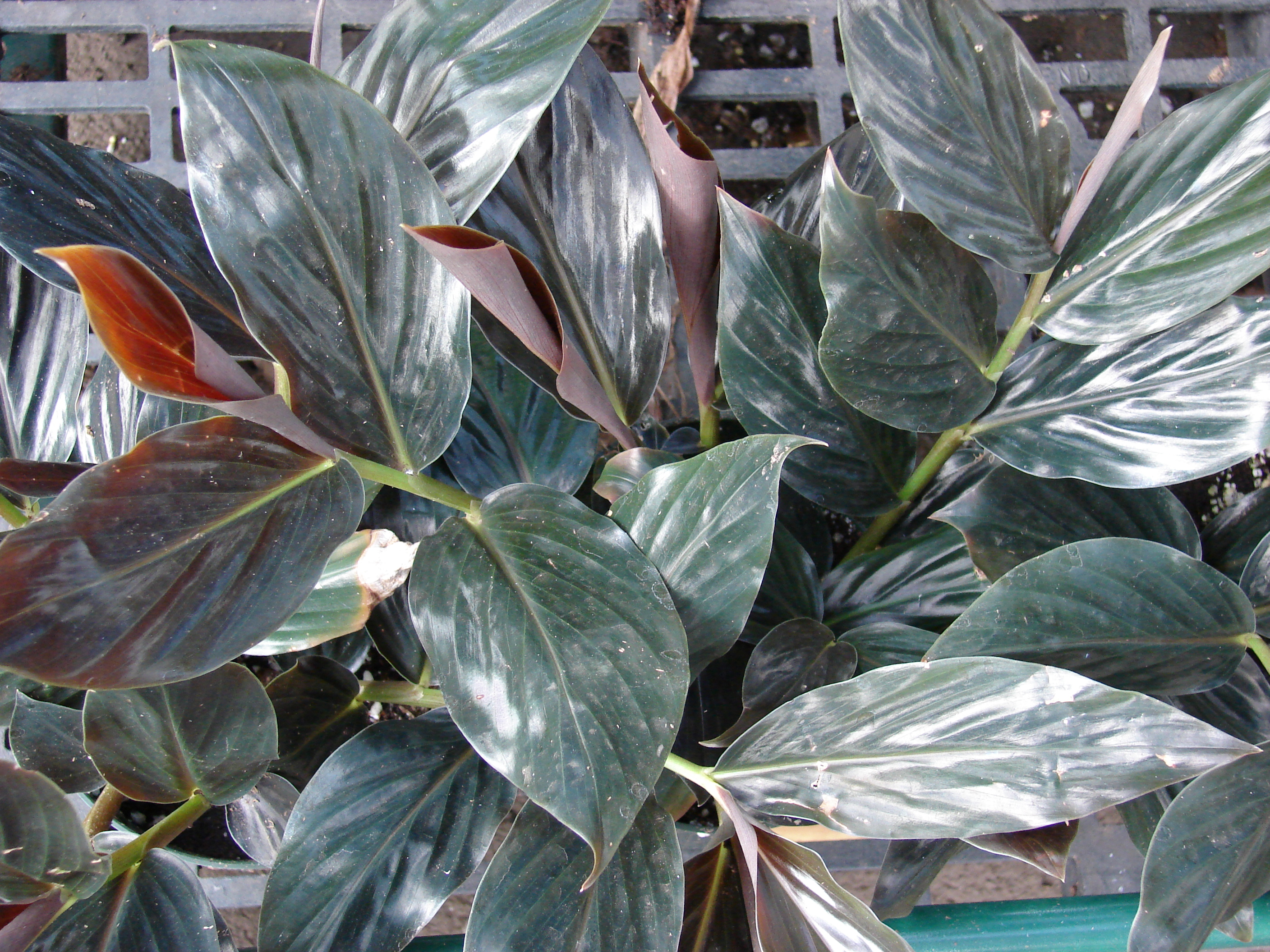
Fekete gyömbér (Zingiber malaysianum)

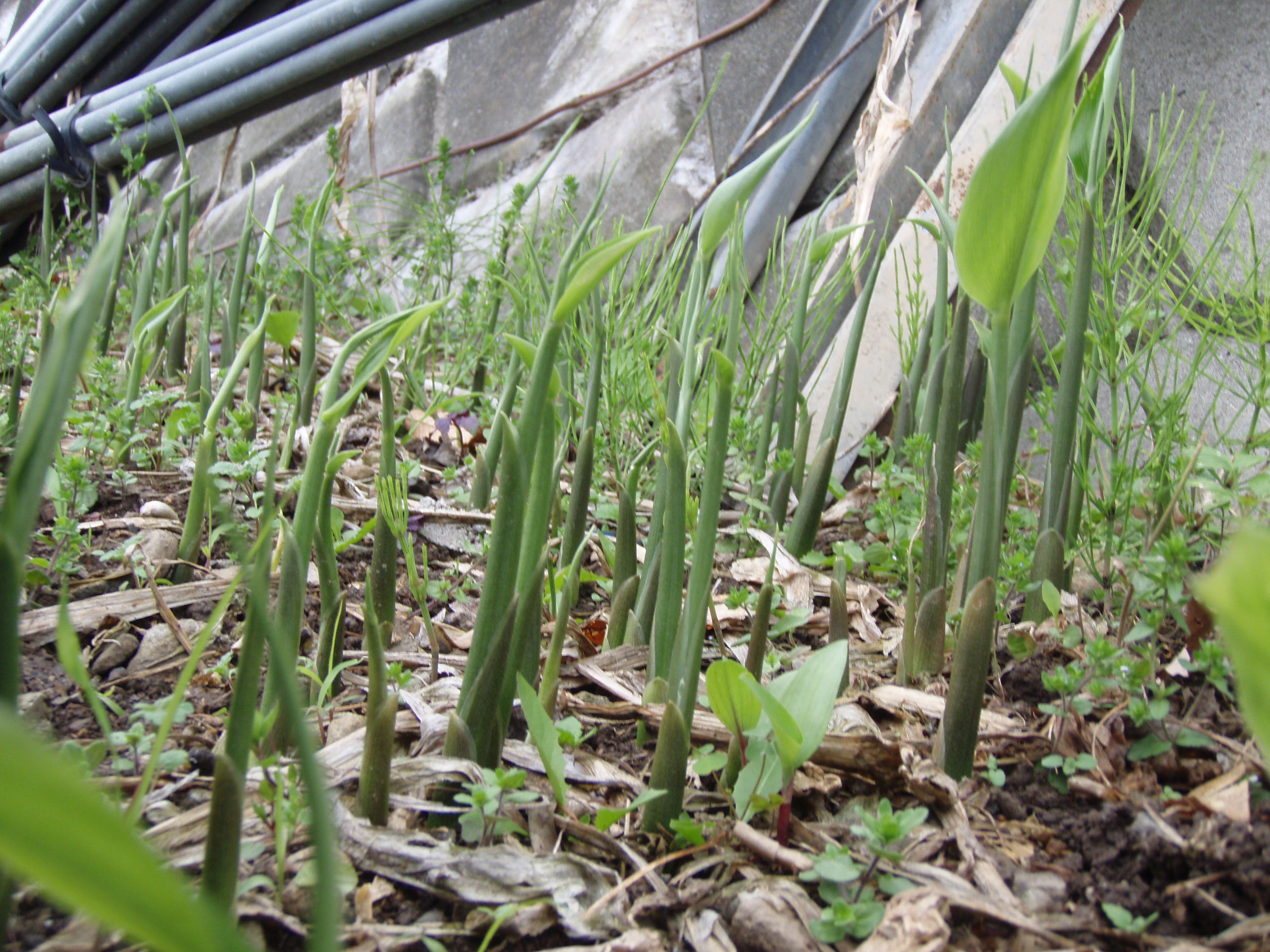
Zingiber mioga

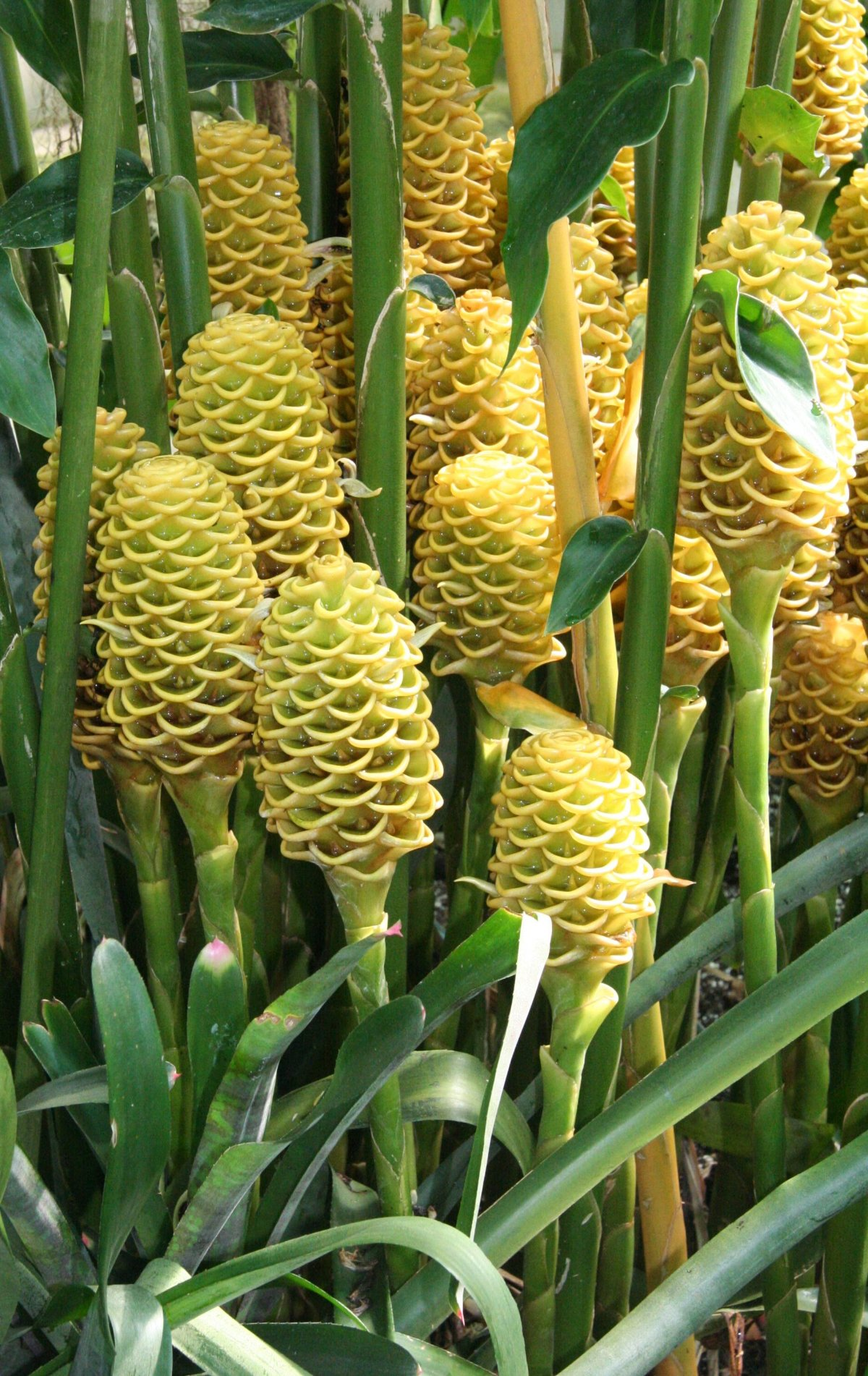
Zingiber spectabile

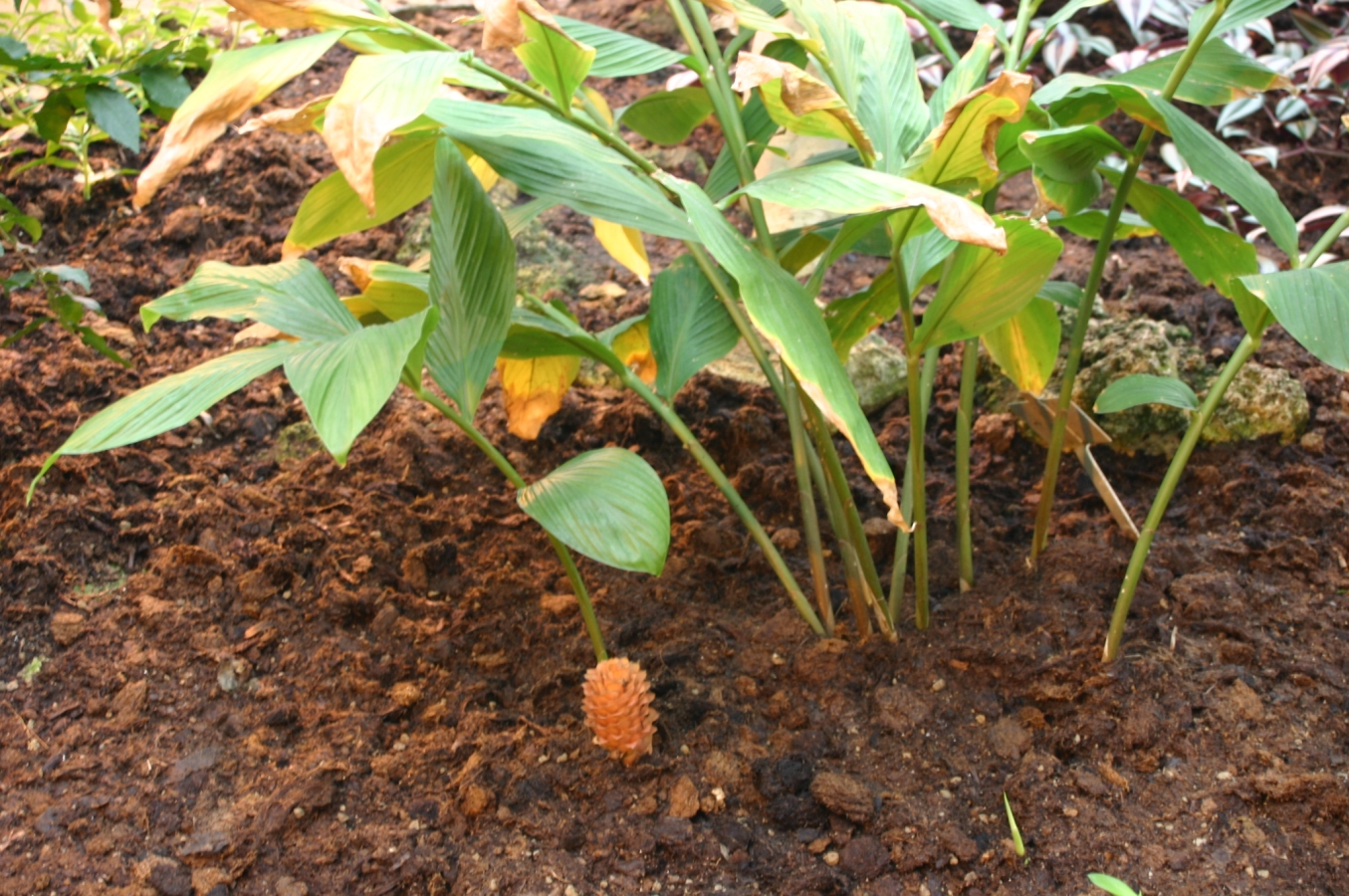
Zingiber zerumbet

A gyömbér (Zingiber) a gyömbérfélék (Zingiberaceae) családjának névadó nemzetsége. Fajai fűszerként, gyógyszerként használt gyöktörzséről ismertek. Ezek közül is legelterjedtebb a közönséges gyömbér (Zingiber officinale).

## Előfordulás
Délkelet-Ázsiában őshonos növények, főként Thaiföldön, Kínában, az Indiai szubkontinensen, és Új-Guineában gyakori.

## Fajok
- Zingiber acuminatum Valeton
- Zingiber albiflorum R.M.Sm.
- Zingiber apoense Elmer
- Zingiber argenteum Mood & Theilade
- Zingiber atrorubens Gagnep.
- Zingiber aurantiacum (Holttum) Theilade
- Zingiber banhaoense Mood & Theilade
- Zingiber barbatum Wall.
- Zingiber bisectum D.Fang
- Zingiber bradleyanum Craib
- Zingiber brevifolium N.E.Br.
- Zingiber bulusanense Elmer
- Zingiber capitatum Roxb.
- Zingiber cernuum Dalzell
- Zingiber chlorobracteatum Mood & Theilade
- Zingiber chrysanthum Roscoe
- Zingiber chrysostachys Ridl.
- Zingiber citriodorum Theilade & Mood
- Zingiber clarkei King ex Benth. & Hook.f.
- Zingiber cochinchinense Gagnep.
- Zingiber cochleariforme D.Fang
- Zingiber collinsii Mood & Theilade
- Zingiber coloratum N.E.Br.
- Zingiber corallinum Hance
- Zingiber curtisii Holttum
- Zingiber cylindricum Thwaites
- Zingiber densissimum S.Q.Tong & Y.M.Xia
- Zingiber eberhardtii Gagnep.
- Zingiber eborinum Mood & Theilade
- Zingiber elatior (Ridl.) Theilade
- Zingiber elatum Roxb.
- Zingiber ellipticum (S.Q.Tong & Y.M.Xia) Q.G.Wu & T.L.Wu
- Zingiber flagelliforme Mood & Theilade
- Zingiber flammeum Theilade & Mood
- Zingiber flavomaculosum S.Q.Tong
- Zingiber flavovirens Theilade
- Zingiber fragile S.Q.Tong
- Zingiber fraseri Theilade
- Zingiber georgeae Mood & Theilade
- Zingiber gracile Jack
- Zingiber gramineum Noronha ex Blume
- Zingiber griffithii Baker
- Zingiber guangxiense D.Fang
- Zingiber gulinense Y.M.Xia
- Zingiber idae Triboun & K.Larsen
- Zingiber incomptum B.L.Burtt & R.M.Sm.
- Zingiber inflexum Blume
- Zingiber integrilabrum Hance
- Zingiber integrum S.Q.Tong
- Zingiber intermedium Baker
- Zingiber junceum Gagnep.
- Zingiber kawagoii Hayata
- Zingiber kelabitianum Theilade & H.Chr.
- Zingiber kerrii Craib
- Zingiber kunstleri King ex Ridl.
- Zingiber lambii Mood & Theilade
- Zingiber laoticum Gagnep.
- Zingiber larsenii Theilade
- Zingiber latifolium Theilade & Mood
- Zingiber leptorrhizum D.Fang
- Zingiber leptostachyum Valeton
- Zingiber ligulatum Roxb.
- Zingiber lingyunense D.Fang
- Zingiber loerzingii Valeton
- Zingiber longibracteatum Theilade
- Zingiber longiglande D.Fang & D.H.Qin
- Zingiber longiligulatum S.Q.Tong
- Zingiber longipedunculatum Ridl.
- Zingiber longyanjiang Z.Y.Zhu
- Zingiber macradenium K.Schum.
- Zingiber macrocephalum (Zoll.) K.Schum.
- Zingiber macroglossum Valeton
- Zingiber macrorrhynchus K.Schum.
- Zingiber malaysianum C.K.Lim
- Zingiber marginatum Roxb.
- Zingiber martinii R.M.Sm.
- Zingiber matutumense Mood & Theilade
- Zingiber mekongense Gagnep.
- Zingiber menghaiense S.Q.Tong
- Zingiber mioga (Thunb.) Roscoe
- Zingiber molle Ridl.
- Zingiber monglaense S.J.Chen & Z.Y.Chen
- Zingiber monophyllum Gagnep.
- Zingiber montanum (J.König) Link ex A.Dietr.
- Zingiber multibracteatum Holttum
- Zingiber neesanum (J.Graham) Ramamoorthy
- Zingiber neglectum Valeton
- Zingiber negrosense Elmer
- Zingiber neotruncatum T.L.Wu, K.Larsen & Turland
- Zingiber newmanii Theilade & Mood
- Zingiber nigrimaculatum S.Q.Tong
- Zingiber nimmonii (J.Graham) Dalzell
- Zingiber niveum Mood & Theilade
- Zingiber nudicarpum D.Fang
- Zingiber odoriferum Blume
- Zingiber officinale Roscoe
- Zingiber oligophyllum K.Schum.
- Zingiber olivaceum Mood & Theilade
- Zingiber orbiculatum S.Q.Tong
- Zingiber ottensii Valeton
- Zingiber pachysiphon B.L.Burtt & R.M.Sm.
- Zingiber panduratum Roxb.
- Zingiber papuanum Valeton
- Zingiber pardocheilum Wall. ex Baker
- Zingiber parishii Hook.f.
- Zingiber paucipunctatum D.Fang
- Zingiber pellitum Gagnep.
- Zingiber pendulum Mood & Theilade
- Zingiber peninsulare Theilade
- Zingiber petiolatum (Holttum) Theilade
- Zingiber phillippsiae Mood & Theilade
- Zingiber pleiostachyum K.Schum.
- Zingiber porphyrosphaerum K.Schum.
- Zingiber pseudopungens R.M.Sm.
- Zingiber puberulum Ridl.
- Zingiber pubisquama Ridl.
- Zingiber raja C.K.Lim & Kharuk.
- Zingiber recurvatum S.Q.Tong & Y.M.Xia
- Zingiber roseum (Roxb.) Roscoe
- Zingiber rubens Roxb.
- Zingiber rufopilosum Gagnep.
- Zingiber simaoense Y.Y.Qian
- Zingiber smilesianum Craib
- Zingiber spectabile Griff.
- Zingiber squarrosum Roxb.
- Zingiber stenostachys K.Schum.
- Zingiber stipitatum S.Q.Tong
- Zingiber striolatum Diels
- Zingiber sulphureum Burkill ex Theilade
- Zingiber thorelii Gagnep.
- Zingiber tongtak K.Schum.
- Zingiber tuanjuum Z.Y.Zhu
- Zingiber vanlithianum Koord.
- Zingiber velutinum Mood & Theilade
- Zingiber vinosum Mood & Theilade
- Zingiber viridiflavum Mood & Theilade
- Zingiber wandingense S.Q.Tong
- Zingiber wightianum Thwaites
- Zingiber wrayi Prain ex Ridl.
- Zingiber yingjiangense S.Q.Tong
- Zingiber yunnanense S.Q.Tong & X.Z.Liu
- Zingiber zerumbet (L.) Roscoe ex Sm.

## Felhasználása
Évente csaknem másfél millió tonna gyömbért fogyasztanak világszerte, a legtöbbet Délkelet-Ázsiában és Indiában. A gyömbér a szusi egyik kiegészítője a waszabi és a daikon (jégcsapretek) mellett. Évszázadok óta ízesítenek vele süteményeket, mézeskalácsot, kekszeket, s készül gyömbérsör is. A gyömbér íze egyszerre kesernyés, csípős, édeskés, frissítő, fűszeres. A főtt gyömbér sokkal enyhébb ízű, mint a nyers. A gyömbérrel jól harmonizáló borok például a fűszeres tramini vagy a (száraz vagy édes) muskotályok.
Különböző gyömbérfajtáknak különböző részeit használják fel a gasztronómiában, például a Japán gyömbért (Zingiber mioga) kifejezetten a virágáért és száráért termesztik. A közönséges gyömbért rizómáját kandírozni, szárítani vagy őrölni szokták.